# Орангъёган
Орангъёган (устар. Оранг-Юган) — река в Приуральском районе Ямало-Ненецкого АО. Устье находится в 546 км по левому берегу реки Щучья. Длина реки 18 км.

## Данные водного реестра
По данным государственного водного реестра России относится к Нижнеобскому бассейновому округу, водохозяйственный участок реки — Обь от города Салехард и до устья, речной подбассейн реки — бассейны притоков Оби ниже впадения Северной Сосьвы. Речной бассейн реки — (Нижняя) Обь от впадения Иртыша.